# Torre dei Peruzzi
La torre dei Peruzzi, poi palazzo Malenchini, è un edificio del centro storico di Firenze, situato in piazza de' Peruzzi 4, con affacci in via de' Rustici, via de' Bentaccordi e Borgo dei Greci (nn. 11r, 13r, 15r).

## Storia

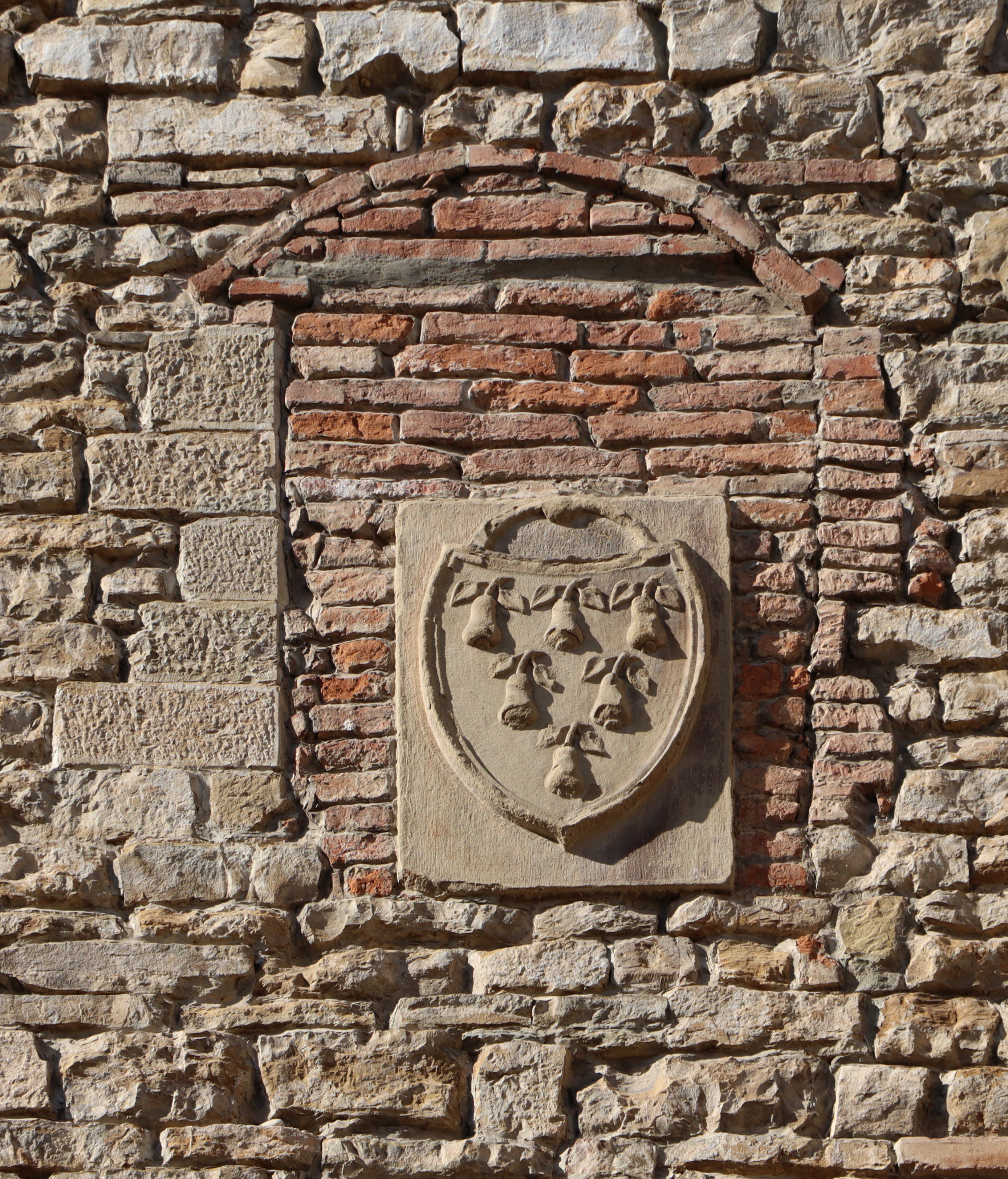
Stemma Peruzzi sulla facciata

I famosi banchieri della famiglia Peruzzi, un tempo tra i più ricchi della città, possedevano numerose torri e caseggiati in questa zona, che era a ridosso della cerchia muraria alto medievale, presso una porta che si chiamava appunto porta Peruzza.
Qui un tempo si trovava l'antico anfiteatro romano di Florentia e nella forma semicircolare delle vie curvate in questa zona si può ancora riconoscere il profilo dell'antichissima struttura, sulla quale furono costruiti gli edifici successivi. La piazza Peruzzi va immaginata come una specie di corte interna, circondata da torri, palazzi e caseggiati della potente famiglia, in un articolato sistema chiuso per scopi difensivi. Sulle facciate si aprono ancora numerose buche pontaie con mensoloni, usate originariamente come appoggio per le impalcature di costruzione, ma sulle quali si potevano mettere anche all'occorrenza travi ed assi di legno per consentire il passaggio da un edificio all'altro.

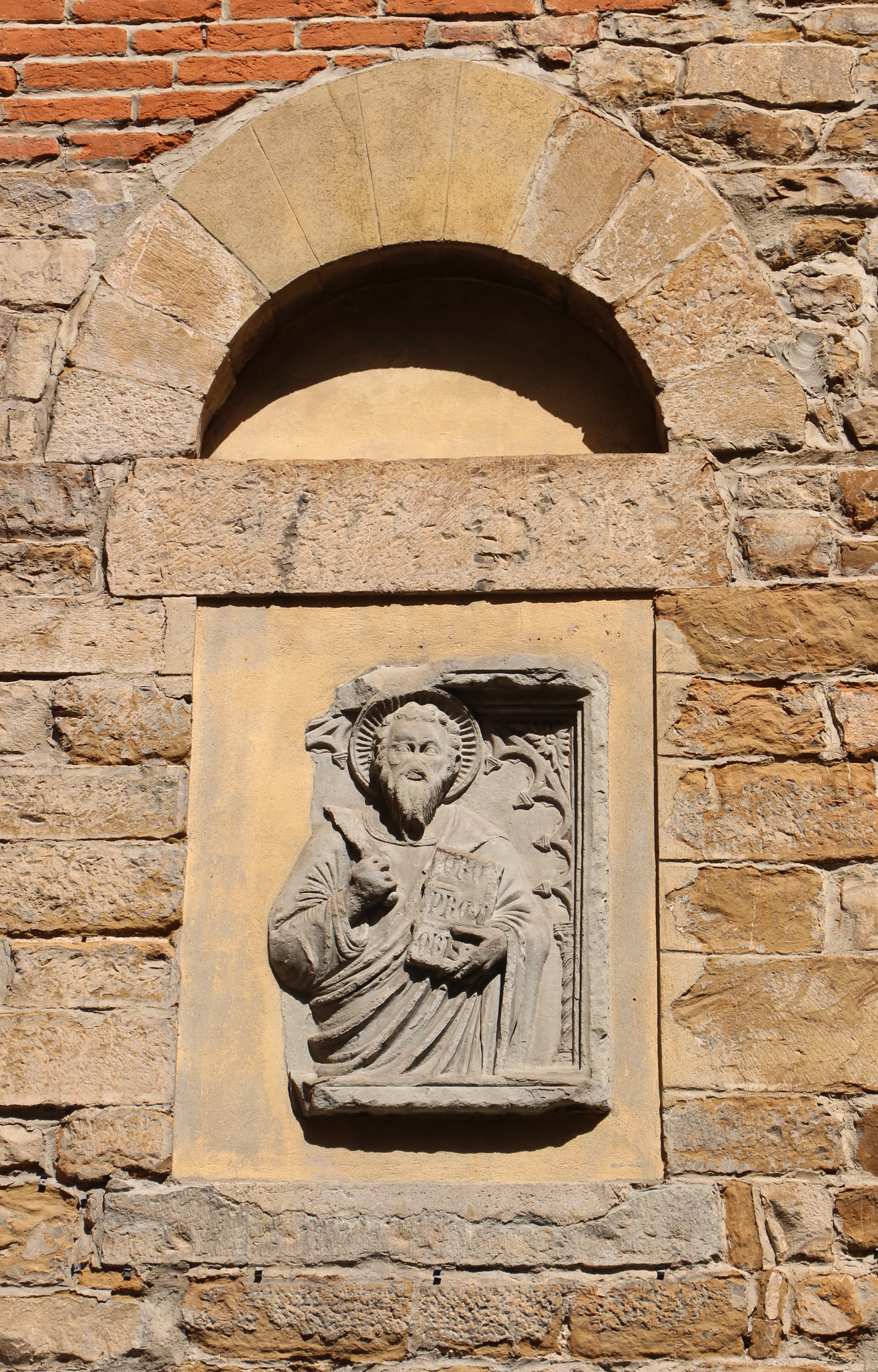
Il rilievo di San Bartolomeo

Dopo il tracollo economico della famiglia, l'edificio passò ai Capoquadri, che intervennero sull'edificio, come segnala il repertorio di Bargellini e Guarnieri, stonacandolo e alterando leggermente la disposizione delle finestre. Lo stato precedente a questo intervento, attorno alla fine del Settecento, è in parte documentato dall'incisione di Antonio Terreni con la Veduta dell'Arco de' Peruzzi.
Successivamente la proprietà passò ai Malenchini.
Il palazzo appare nell'elenco redatto nel 1901 dalla Direzione Generale delle Antichità e Belle Arti, quale edificio monumentale da considerare patrimonio artistico nazionale.

## Descrizione
L'edificio, di grande estensione, presenta un fronte con andamento spezzato che lascia supporre l'esistenza di una torre d'angolo (destinata a guardia dell'interno della piazza), poi inglobata nella fabbrica che fu, come tutte le proprietà dell'area, della famiglia Peruzzi.
In alto è uno stemma dei Peruzzi (d'azzurro, a sei pere d'oro, picciolate e fogliate di due pezzi di verde). Quello sulla porta principale è invece dei Capoquadri (d'azzurro, alla testa umana di carnagione posta di profilo, accompagnata in punta da una squadra d'oro). Sul lato che guarda via de' Rustici è, sopra una finestra murata, un bassorilievo quattrocentesco raffigurante San Bartolomeo, qui posto negli anni sessanta dal Comitato per l'estetica cittadina e donato dal pittore Valerio Valeri.
Su Borgo dei Greci (nn. 11r, 13r, 15r) angolo di via de' Bentaccordi si trova uno scudo illeggibile e uno con l'arme Peruzzi. La stessa arme ricorre sulla chiave di volta del primo arco ribassato sulla via, oggi come in antico destinato a fondaci commerciali e caratterizzato da una ghiera in bugnato rustico che ricorda quelle dei palazzi costruiti sui resti del vicino anfiteatro.